# Ротический крюк
Ротический крюк (◌˞) — диакритический знак, используемый в Международном фонетическом алфавите.

## Использование
В МФА обозначает ротические (эризованные) гласные.
Впервые появился в МФА в составе буквы ɚ в 1951 году; с 1989 года он стал использоваться и для обозначения других ротических гласных, но не крепился к предшествующему символу. Начиная с 1996 года, он всегда крепится к предшествующему символу.